# Jerofej Chabarov

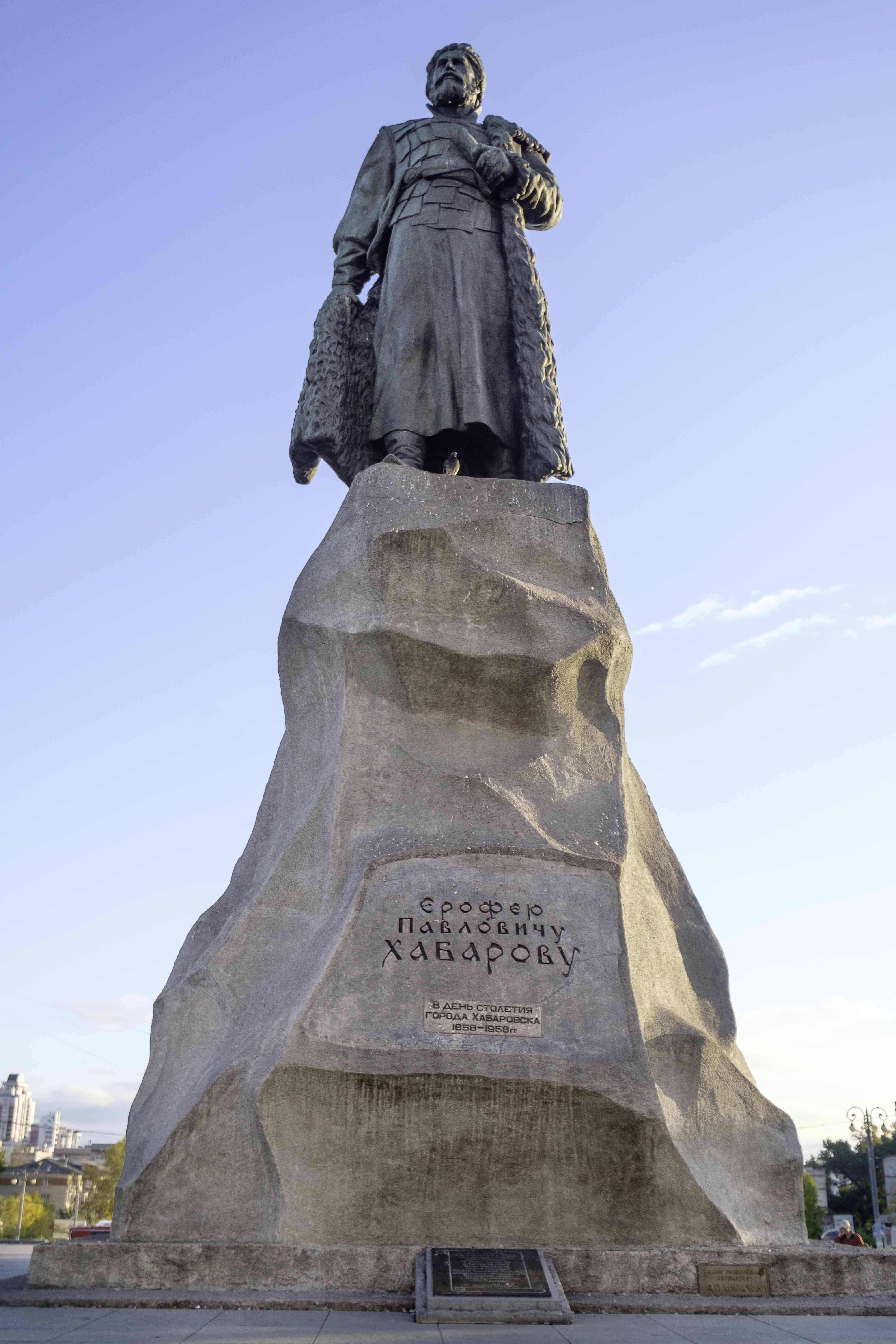
Standbeeld van Chabarov in Chabarovsk

Jerofej Pavlovitsj Chabarov (Russisch: Ерофей Павлович (Святитский) Хабаров, ca. 1610, Veliki Oestjoeg – 1671, Chabarovka) was een Russische zeevaarder en ontdekkingsreiziger. Zijn bijnaam was Svjatitski.
In 1625 zeilde Chabarov van Tobolsk naar Mangazeja in de hoop om rijk te worden met de handel in sabelmarterhuiden. Drie jaar later verliet hij Mangazeja met zijn expeditie en bereikte hij de rivier de Cheta in het noordoostelijke deel van het schiereiland Tajmyr. In 1630 nam Chabarov deel aan een reis van Mangazeja naar Tobolsk. Van 1632 tot 1641 trok hij over de Lena en stichtte een landbouwnederzetting met zoutwerken langs de Lena bij de mondingen van de rivieren de Koeta en de Kirenga. Van 1649 tot 1650 trok Chabarov over de Oljokma en bereikte hij de Amoer. Van 1651 tot 1653, afgekomen op de verhalen over Daurië, voer hij de Amoer af vanaf het punt waar de Oerka in de Amoer stroomt naar het gebied rond de monding van de Oessoeri, waarbij hij onderweg met hulp van zijn kozakken en dienstlieden de lokale bevolking (Daur, Ducher en Evenken) met harde hand onderwierp aan Rusland en hen de jasak oplegde tijdens een aantal gevechten met de Daurs en de Mantsjoes, waarbij vele doden vielen. Chabarov tekende de Amoer in zijn Schets van de rivier de Amoer ("Чертёж реке Амуру"). Voor zijn werk werd hij toegelaten tot de klasse van de Bojarenkinderen (дети боярские).
De stad Chabarovsk, een klein stadje en het spoorwegstation Jerofej Pavlovitsj aan de Trans-Siberische spoorlijn dragen zijn naam.